# حسين النجعي
حسين عبد الله النجعي (ولد 11 نوفمبر 1982 في الدمام) لاعب وسط سعودي ، كان النجعي لاعب أساسي في نادي الاتفاق.
ويمتاز بدقة كراته العرضية وتمريراته الطويلة وكانت بداية بزوغ نجمه مع الاتفاق في بطولة كأس الأمير فيصل بن فهد عام 2002 عندما صنع الهدف الذهبي لفريقه ضد الأهلي في النهائي من خلال تمريرة طويلة متقنة من منتصف الملعب اودعها المهاجم يسري الباشا في الشباك ليتوج الاتفاق بالبطولة إلا أنه عانى من كثرة الإصابات التي حرمته من مواصلة التألق مع فريقه.
مثّل منتخب السعودية للشباب في كأس آسيا عام 2000. لعب بعد الاتفاق لأندية التعاون وهجر والنهضة والصفا والساحل.

## عائلته وطفولته
ولد حسين النجعي في الدمام وتربى ونشأ في حي البادية ولديه 3 أخوان وهو الابن الثاني في العائلة وليس هو الوحيد الذي يعمل في مجال كرة القدم، أخوه بدر سبق أن مثل النهضة وأخوه أحمد هو مدافع فريق النهضة وأيضاً أخوه محمد يلعب في النهضة.

## روابط خارجية
- حسين النجعي على موقع Soccerway.com (الإنجليزية)
- حسين النجعي على موقع كووورة